# Go-Kameyama
El Emperador Go-Kameyama (後亀山天皇, Go-Kameyama-tennō, 1347 – 10 de maig de 1424) va ser el 99è Emperador del Japó, segons l'ordre tradicional de successió, i últim Emperador de la Cort del Sud durant el Període de les Corts del Nord i del Sud. Regnà des de 1383 fins al 21 d'octubre de 1392. Abans de ser ascendit al Tron del Crisantem, el seu nom personal (imina) era Príncep Imperial Hironari (熙成親王, Hironari-shinnō).

## Genealogia
Fou el segon fill de l'Emperador Go-Murakami. Sa mare fou Fujiwara Katsuko (藤原勝子).
Se sap poc de la seua emperadriu o consorts. Se creu que el Príncep Imperial Tsuneatsu (恒敦) és el seu fill.

## Biografia
El Príncep Imperial Hironari assumí el tron a l'edat de 36 anys, després de l'abdicació del seu germà, l'Emperador Chōkei en 1383, amb el nom d'Emperador Go-Kameyama. El seu regnat estava immers en la disputa de les Corts del Nord i del Sud, on la Cort del Sud tenia un poder bastant reduït comparat al del Nord.
Així en 1392, l'Emperador Go-Kameyama, que cercava la fi del conflicte entre ambdues corts, acudí davant el shogun Ashikaga Yoshimitsu a demanar la pau. El 15 d'octubre de 1392 regressa a la capital i li lliura els Tresors Sagrats a l'Emperador Go-Komatsu, qui era l'Emperador de la Cort del Nord; al lliurar els tresors l'Emperador Go-Kameyama va abdicar de manera automàtica, i l'Emperador Go-Komatsu seria l'Emperador de les corts reunificades.
Des de 1911, el govern japonès reconeix que els Emperadors de la Cort del Sud, a pesar del seu diminut poder comparat als del Nord, són els emperadors legítims, ja que posseïen els Tres Tresors Sagrats autèntics, per tant els Emperadors de la Cort del Nord són reconeguts com a pretendents.
El tractat de pau tenia una condició, que les Corts del Nord i del Sud s'alternarien el control del tron, però el tractat anava a ser violat en 1412, quan tots els següents emperadors vindrien de l'antiga Cort del Nord.
Després de la seua abdicació, l'Emperador Go-Kameyama es retira, però en 1410 torna a Yoshino.

## Kugyō
- Sesshō:
- Daijō Daijin
- Sadaijin:
- Udaijin:
- Nadaijin:
- Dainagon:

## Eres
Eres de la Cort del Sud
- Kōwa (1381 – 1384)
- Genchū (1384 – 1393)

Eres de la Cort del Nord
- Eitoku (1381 – 1384)
- Shitoku (1384 – 1387)
- Kakei (1387 – 1389)
- Kōō (1389 – 1390)
- Meitoku (1390 – 1393)

Era post-Nanboku-chō
- Meitoku (1393 – 1394)